# Mikołaj Boczkowski z Murzynowa
Mikołaj Boczkowski z Murzynowa herbu Pomian – podsędek łęczycki w latach 1508–1518, surogator łęczycki.
Poseł na sejm piotrkowski 1504 roku z województwa łęczyckiego.